# Рене Клер
Рене Клер (на френски: René Clair) роден като Рене-Люсиен Шомет (на френски: Rene-Lucien Chomette), е френски режисьор и сценарист.

## Биография
Роден е на 11 ноември 1898 г. в Париж, Франция, в семейството на търговец на сапун. Започва да учи философия, но е мобилизиран по време на Първата световна война (1914 – 1918), като е уволнен след тежко нараняване на гръбнака. След войната започва кариера като журналист във вестник „L'Intransigeant“. През 1920 г. започва да се занимава с кино със сценичното име Рене Клер, като става известен с новаторския си подход, силно повлиян от сюрреализма.
В края на 1924 г. среща младата актриса Бронджа Перлмутър. Женят се през 1926 г., а през 1927 г. се ражда синът им Джийн-Франсоа Клер.
През 1934 г. Клер се премества в Англия, а след избухването на Втората световна война през 1939 г. заминава за САЩ. Връщайки се във Франция след войната, Клер продължава да прави филми. През 1960 г. е избран за член на Френската академия.
Умира на 15 март 1981 година в Ньой сюр Сен, Франция, на 82-годишна възраст.

## Избрана филмография
| Година | Филм                    | Оригинално заглавие           | Бележки |
| ------ | ----------------------- | ----------------------------- | ------- |
| 1924   | Антракт                 | Entr'acte                     |         |
| 1928   | Сламена шапка от Италия | Un chapeau de paille d'Italie |         |
| 1930   | Под покривите на Париж  | Sous les toits de Paris       |         |
| 1931   | Милионът                | Le Million                    |         |
| 1931   | Свободата е наша        | À nous la liberté             |         |
| 1942   | Ожених се за вещица     | I Married a Witch             |         |
| 1945   | Десет малки негърчета   | And Then There Were None      |         |
| 1950   | Хубостта на дявола      | La Beauté du diable           |         |
| 1952   | Красавиците на нощта    | Les Belles de nuit            |         |
| 1955   | Големите маневри        | Les Grandes Manoeuvres        |         |
| 1957   | Покрайнините на Париж   | Porte des Lilas               |         |